# Paraleptomys rufilatus
Paraleptomys rufilatus is een knaagdier uit het geslacht Paraleptomys dat voorkomt op Nieuw-Guinea. Deze soort is gevonden op 1200 tot 1800 m hoogte in de North Coast Ranges, op de bergen Mount Dafonsero (Cyclopsgebergte, Indonesië), Mount Somoro (Torricelligebergte, Papoea-Nieuw-Guinea) en Mount Benawa (Bewanigebergte, Papoea-Nieuw-Guinea).
Deze soort is groter dan de andere soort van het geslacht, P. wilhelmina, en is minder uniform gekleurd: de keel is wit en de flanken zijn oranjeachtig, terwijl beide lichaamsdelen bruin zijn bij P. wilhelmina. De kop-romplengte bedraagt 118 tot 135 mm, de staartlengte 127 tot 146 mm, de achtervoetlengte 30 tot 35 mm, de oorlengte 17 tot 20 mm en het gewicht 54 tot 58 gram.
Deze soort heeft een kleine, gefragmenteerde verspreiding en is waarschijnlijk vrij zeldzaam. Waarschijnlijk is hij deels overdag actief. Door de Olo (de lokale stam op Mount Somoro, in Sandaun Province) wordt dit dier "timbri" genoemd.